# Xenogryllus marmoratus
Xenogryllus marmoratus är en insektsart som först beskrevs av Wilhem de Haan 1842.  Xenogryllus marmoratus ingår i släktet Xenogryllus och familjen syrsor.

## Underarter
Arten delas in i följande underarter:
- X. m. unipartitus
- X. m. marmoratus